# Astaena capillata
Astaena capillata är en skalbaggsart som beskrevs av Moser 1918. Astaena capillata ingår i släktet Astaena och familjen Melolonthidae. Inga underarter finns listade.